# Pinus echinata
Pinus echinata (сосна короткохвойна) — вид роду сосна родини соснових.

## Поширення, екологія
Країни поширення: США (Алабама, Арканзас, Коннектикут, Делавер, Округ Колумбія, Флорида, Джорджія, Кентуккі, Луїзіана, Меріленд, Міссісіпі, Міссурі, Нью-Джерсі, Нью-Йорк, Північна Кароліна, Огайо, Пенсільванія, Південна Кароліна, Теннессі, Техас, Вірджинія, Західна Вірджинія).

## Опис
Щільність деревини: 0.47 г/см3. Дерева до 40 м заввишки; стовбур до 1,2 м діаметром, прямий. Крона округлюється до конічної. Кора червоно-коричнева, луската, пластини з явними смоляними кишеньками. 2-річні гілочки тонкі (близько 5 мм або менше), від зеленувато-коричневого до червоно-коричневого кольору, часто сизі, зі старінням стають від червоно-коричневого до сірого кольору, шорсткими. Голки по 2(3) в пучку, залишаються 3–5 років, розміром (5)7–11(13) см × 1 мм, прямі, злегка деформовані, від сірого до жовто-зеленого кольору. Пилкові шишки циліндричні, 15–20 мм завдовжки, від жовто- до блідо пурпурно-зеленого кольору. Насіннєві шишки поодинокі або кластерні, симетричні, ланцетні або вузько яйцеподібні перед відкриттям й овально-конічні, коли відкриті, довжиною 4–6(7) см, червоно-коричневі, при старінні сірі, майже сидячі або на стеблах 1 см. Насіння еліпсоїдне; тіло ≈ 6 мм, сірого до майже чорного кольору; крило 12–16 мм. 2n = 24.

## Використання
Ця сосна є важливим промисловим видом хвойних на пд.-сх. США. Деревина відрізняється чудовою якістю, з помаранчевою або жовтувато-коричневою серцевиною і вершково-жовтою заболонню. Має широке використання.

## Загрози та охорона
Немає загроз для цього виду. Вид присутній в кількох охоронних територіях.

## Галерея

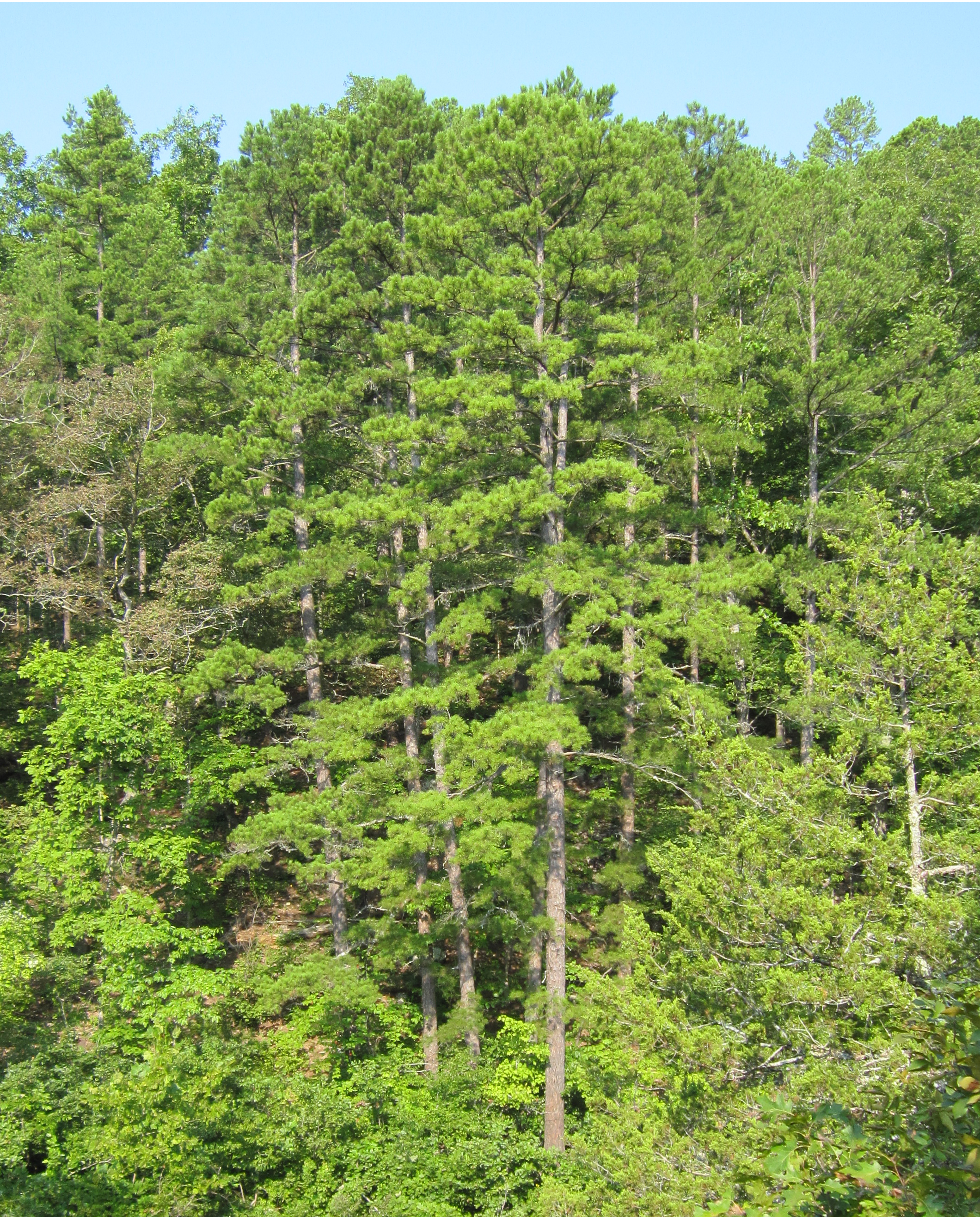
Ліс
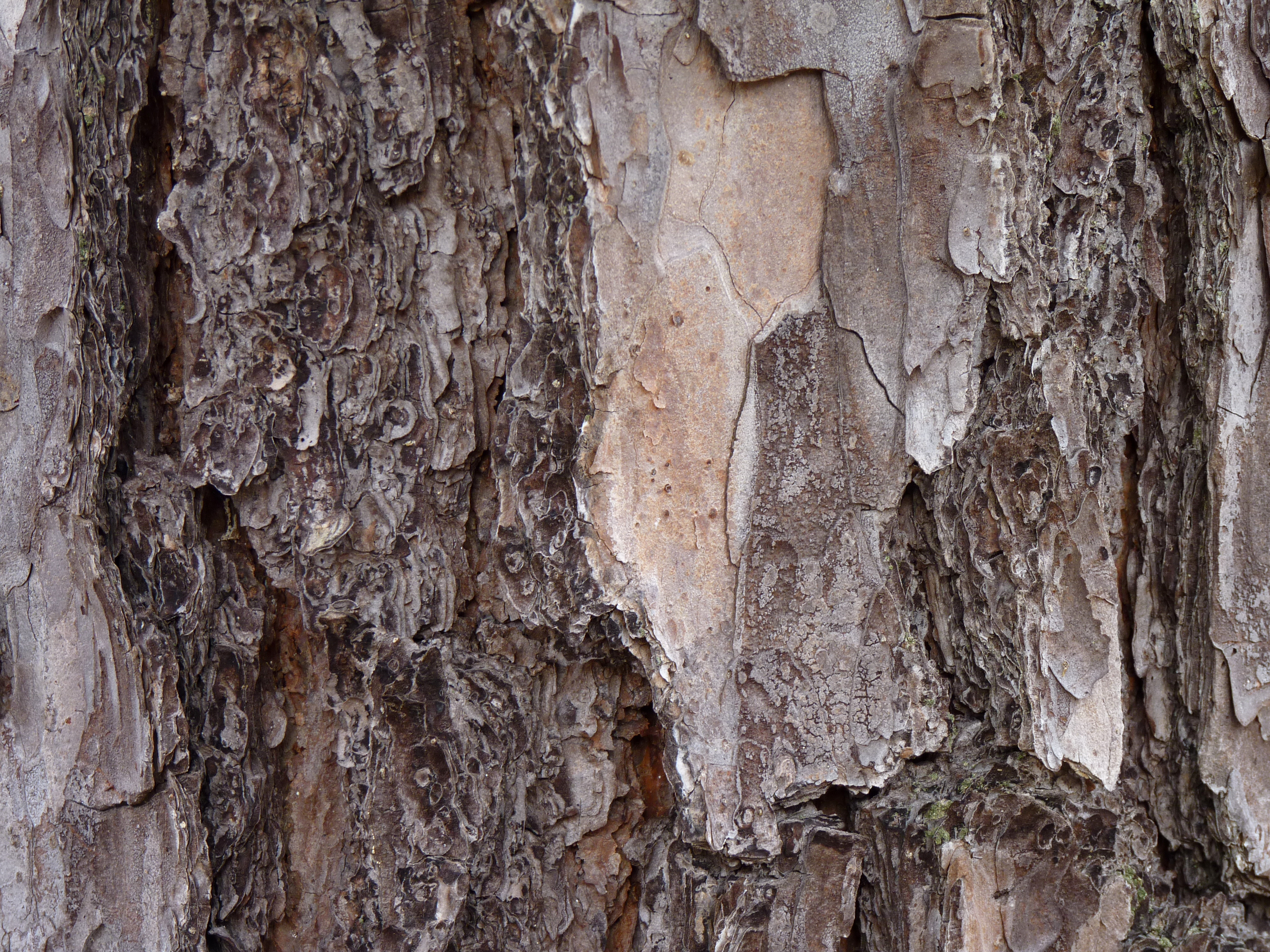
Кора
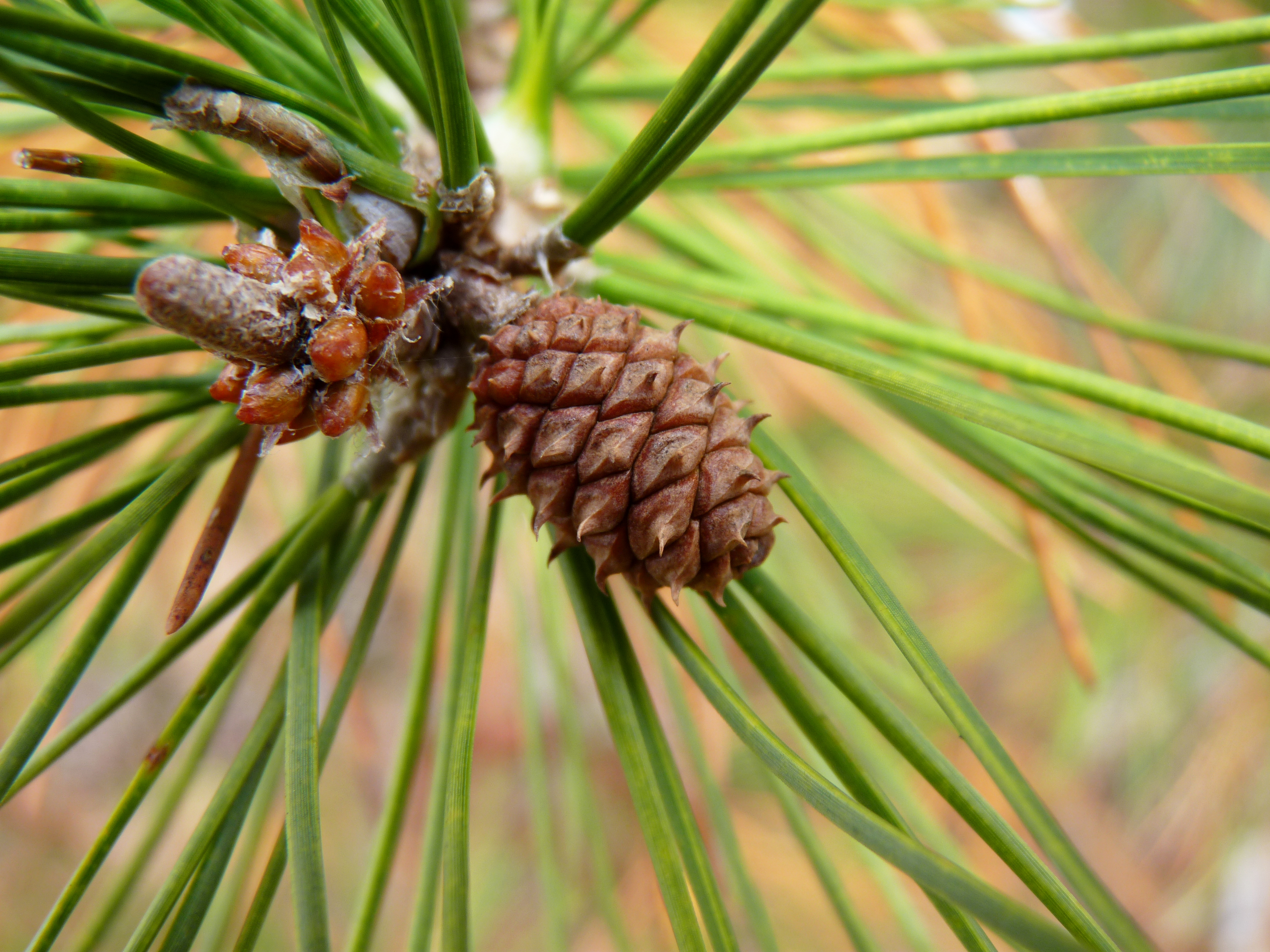
Гілка з голками та молодих шишками
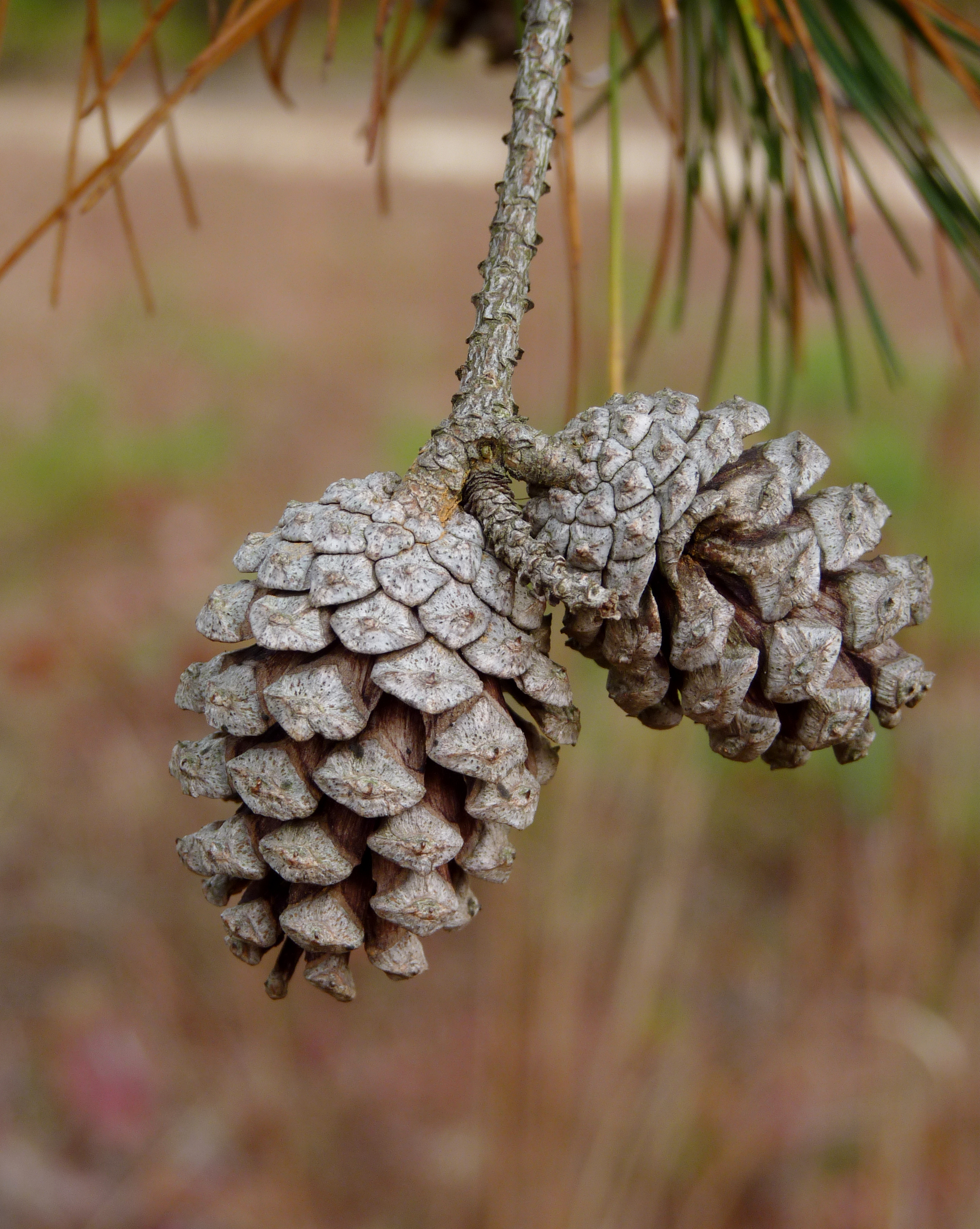
Насіннєві шишки

| Соснові | Це незавершена стаття про родину соснові. Ви можете допомогти проєкту, виправивши або дописавши її. |